# السودان (مذيخرة)

تعديل مصدري - تعديل

السودان هي إحدى قرى عزلة حليان بمديرية مذيخرة التابعة لمحافظة إب، بلغ تعداد سكانها 1284 نسمة حسب تعداد اليمن لعام 2004.